# Dirk Gentlys holistiska detektivbyrå
Dirk Gentlys holistiska detektivbyrå (originaltitel: Dirk Gently's Holistic Detective Agency) är en roman av författaren Douglas Adams. Boken är den första av två om Dirk Gently som Adams färdigställde. En tredje del, The Salmon of Doubt, var oavslutad vid Adams bortgång 2001 och gavs ut postumt 2002.
TV-serierna Dirk Gently (BBC Four) och Dirk Gentlys holistiska detektivbyrå (BBC America och Netflix) inspirerades av romanerna.